# Борис Немцов
Борис Јефимович Немцов (рус. Борис Ефимович Немцóв; Сочи, 9. октобар 1959 — Москва, 27. фебруар 2015) био је руски либерални политичар, који је од 1997. до 1998. био један од вицепремијера и најближих сарадника председника Русије Бориса Јељцина, да би 2000-их постао један од најистакнутијих критичара и вођа опозиције против председника Русије Владимира Путина.
Немцов је активно подржавао Евромајдан и жестоко критиковао руско припајање Крима и учешће руских наоружаних снага у сукобу на истоку Украјине. 28. фебруара 2015. године убијен је хицима из ватреног оружја на московској улици недалеко од Кремља, док се шетао у друштву 22-годишње украјинске манекенке Ане Дурицке.